# Emilio Cánovas del Castillo
Emilio Cánovas del Castillo (Màlaga, 1832; Madrid, 15 de desembre de 1910), va ser un membre del Ducat de Cánovas del Castillo i germà de l'expresident del Govern d'Espanya, Antonio Cánovas del Castillo.